# نگارخانه خیابانی شهر
نگارخانه خیابانی شهر نگارخانه‌ای است که در میدان ۱۷ شهریور بندرعباس قرار دارد.
این نگارخانه که نخستین نگارخانه خیابانی در ایران است بر روی دیوار ضلع جنوبی مجتمع سیتی سنتر قرار گرفته‌است. در این نگارخانه ۱۸ عدد قاب در اندازه ۷۵×۷۵ سانتی‌متر از جنس پلکسی گلاس بر روی دیوار نصب شده که آثار مختلف هنرمندان ایران در معرض دید عموم مردم قرار می‌گیرد.

نگارخانه خیابانی شهر

نگارخانه خیابانی شهر

نگارخانه خیابانی شهر

این نگارخانه که با همت انجمن عکس هرمزگان و سازمان فرهنگی شهرداری بندرعباس راه اندازی شده، در تاریخ ۱۴ تیرماه ۱۳۸۶ توسط منصور آرامی شهردار بندرعباس افتتاح شد.